# 343 Ostara
343 Ostara је астероид главног астероидног појаса са пречником од приближно 19,10 km.
Афел астероида је на удаљености од 2,964 астрономских јединица (АЈ) од Сунца, а перихел на 1,860 АЈ.
Ексцентрицитет орбите износи 0,228, инклинација (нагиб) орбите у односу на раван еклиптике 3,266 степени, а орбитални период износи 1368,814 дана (3,747 године).
Апсолутна магнитуда астероида је 11,56 а геометријски албедо 0,115.
Астероид је откривен 15. новембра 1892. године.